# 维尔纳·德恩
维尔纳·德恩（德語：Werner Dehn，1889年9月17日—1960年9月18日），德国男子赛艇运动员。他曾代表德国参加1912年夏季奥林匹克运动会赛艇比赛，获得男子八人单桨有舵手铜牌。